# ENTPD1
L'ENTPD1 (pour « Ectonucleoside triphosphate diphosphohydrolase 1 »), ou CD39 (pour cluster de différenciation 39) est une enzyme dont le gène est le ENTPD1  situé sur le chromosome 10 humain.

## Rôle
Il s'agit d'une protéine transmembranaire permettant l'hydrolyse de l'ATP circulant en ADP puis en AMP, inhibant par ce biais la fonction des plaquettes sanguines (l'ADP étant le stimulateur du récepteur P2Y12 plaquettaire, provoquant l’agrégation de ces cellules) ainsi que l'inflammation. Elle existe également sous forme circulante.
Il interagit avec les cavéolines, le KLF2.
Il est exprimé dans plusieurs tissus, poumons, muscles, reins, cœur, mais pas dans le cerveau. Son expression est augmentée après administration d'un inhibiteur de la phosphodiestérase 3.

## En médecine
Au niveau cardiaque, son expression est augmentée en cas d'ischémie myocardique et il pourrait contribuer à une cardioprotection. Il freine également la formation de l'athérome mais son expression est diminuée dans les zones où le flux sanguin est turbulent.
En cas d'hypertension artérielle pulmonaire primitive, le taux de sa forme circulante est augmenté.